# Herman Sotaaen
Herman Sotaaen (ur. 27 sierpnia 1888 w Oslo, zm. 27 sierpnia 1967 w Staten Island) – norweski lekkoatleta, sprinter.

## Igrzyska olimpijskie
W 1912 wystartował na igrzyskach olimpijskich w biegu na 100 i 200 m. Na obu dystansach odpadł w pierwszej rundzie. Na 100 m jego pozycja w biegu eliminacyjnym jest nieznana, wiadomo jedynie, że znalazł się poza pierwszą dwójką. Na 200 m był 3. w swoim biegu eliminacyjnym.

## Mistrzostwa Norwegii
Jest ośmiokrotnym medalistą mistrzostw kraju. W 1909 został brązowym medalistą na 100 i 400 m z czasem 63,0 s. W 1911 został mistrzem na 100 m z czasem 11,6 s, 200 m z czasem 23,7 s i 400 m z czasem 53,7 s. Rok później powtórzył to osiągnięcie na każdym dystansie, uzyskując czas 11,1 s na 100 m, 23,3 s na 200 m i 52,6 s na 400 m.

## Rekordy Norwegii
Pięciokrotnie ustanawiał rekord kraju na 200 i 400 m. Na krótszym dystansie dwukrotnie uzyskiwał czas 23,3 s – pierwszy raz 27 sierpnia 1911, a drugi raz 22 września 1912. Ten drugi rekord nie jest jednak oficjalnie uznawany. Na 400 m 3 września 1911 uzyskał czas 52,8 s. 17 września 1911 pobił ten rekord, przebiegając dystans 51,9 s. 16 czerwca 1912 ponownie uzyskał ten czas, nie jest on jednak uznawany za oficjalny rekord.
Reprezentował klub Kristiania IF.